# روبرت يوجين ألن
روبرت يوجين ألن (بالإنجليزية: Robert Eugene Allen)‏ هو رجل أعمال أمريكي في مجال الاتصالات من مواليد 25 يناير عام 1935 وتُوفي في 10 سبتمبر 2016.
عمل روبرت رئيسًا لشركة AT & T بين عامي 1986 و1988. كما شغل منصب رئيسها التنفيذي ورئيس مجلس الإدارة من عام 1988 إلى عام 1997.
وُلد ألين في جوبلن بولاية ميسوري، وترعرع في نيو كاسل بولاية إنديانا تخرج من كلية واباش في كروفوردسفيل بولاية إنديانا بدرجة البكالوريوس في العلوم السياسية في عام 1957. وانضم إلى أخوية فاي دلتا ثيتا بينما كان طالبًا في كلية واباش.
انتُخب زميلا للأكاديمية الأمريكية للفنون والعلوم في عام 1994. وخدم في مجلس بيبسيكو من عام 1990. كما خدم في مجلس إدارة عيادة مايو. وشغل منصب رئيس مجلس الأعمال في عامي 1993 و1994.
في أبريل 2009، صنفت كوندي ناست بورتفوليو ألن في المرتبة 12 كأسوأ مدير تنفيذي أمريكي على الإطلاق.

## روابط خارجية
- روبرت يوجين ألن على موقع مونزينجر (الألمانية)